# Thunstetten
Thunstetten (toponimo tedesco) è un comune svizzero di 3 320 abitanti del Canton Berna, nella regione dell'Emmental-Alta Argovia (circondario dell'Alta Argovia).

## Monumenti e luoghi d'interesse

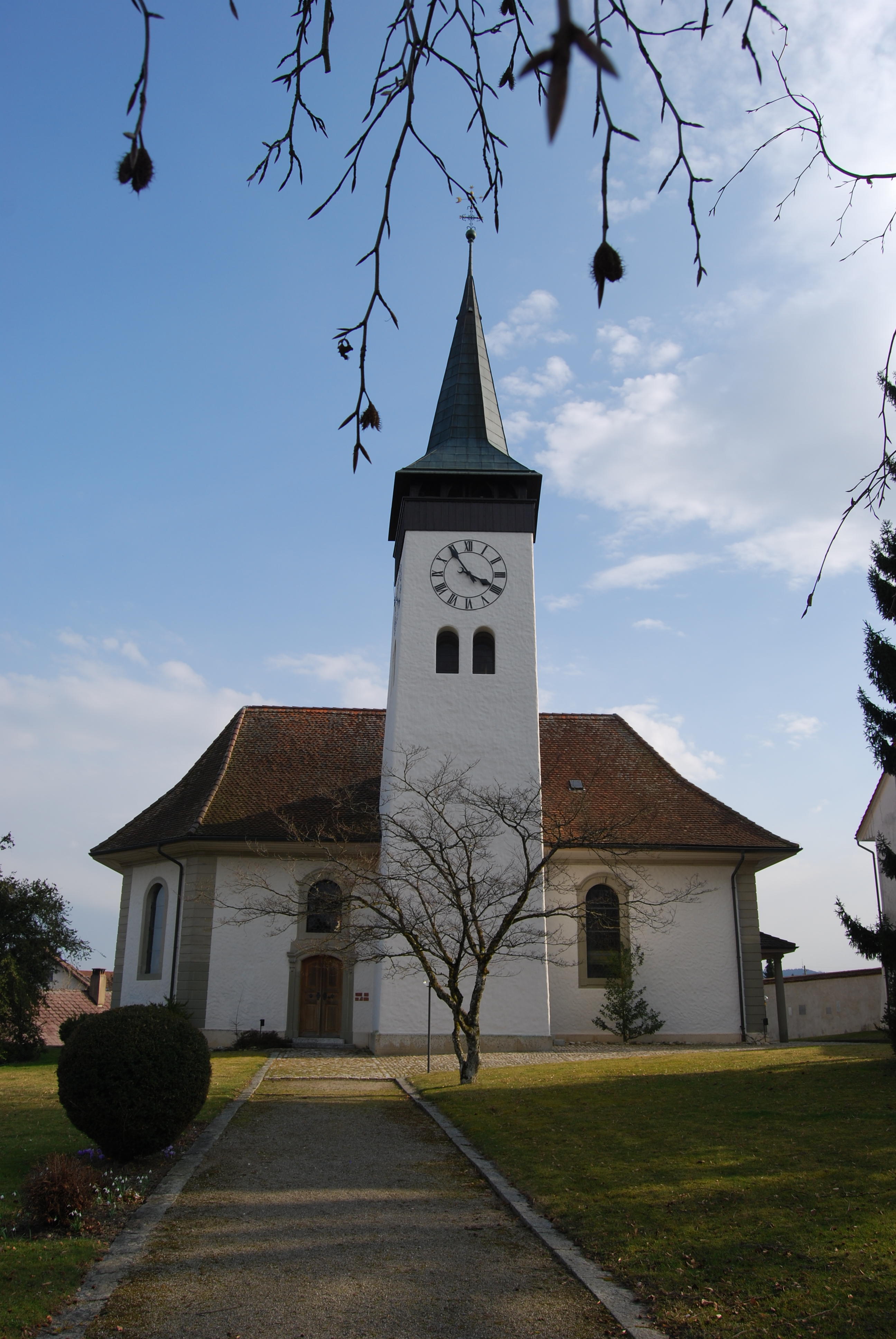
La chiesa riformata

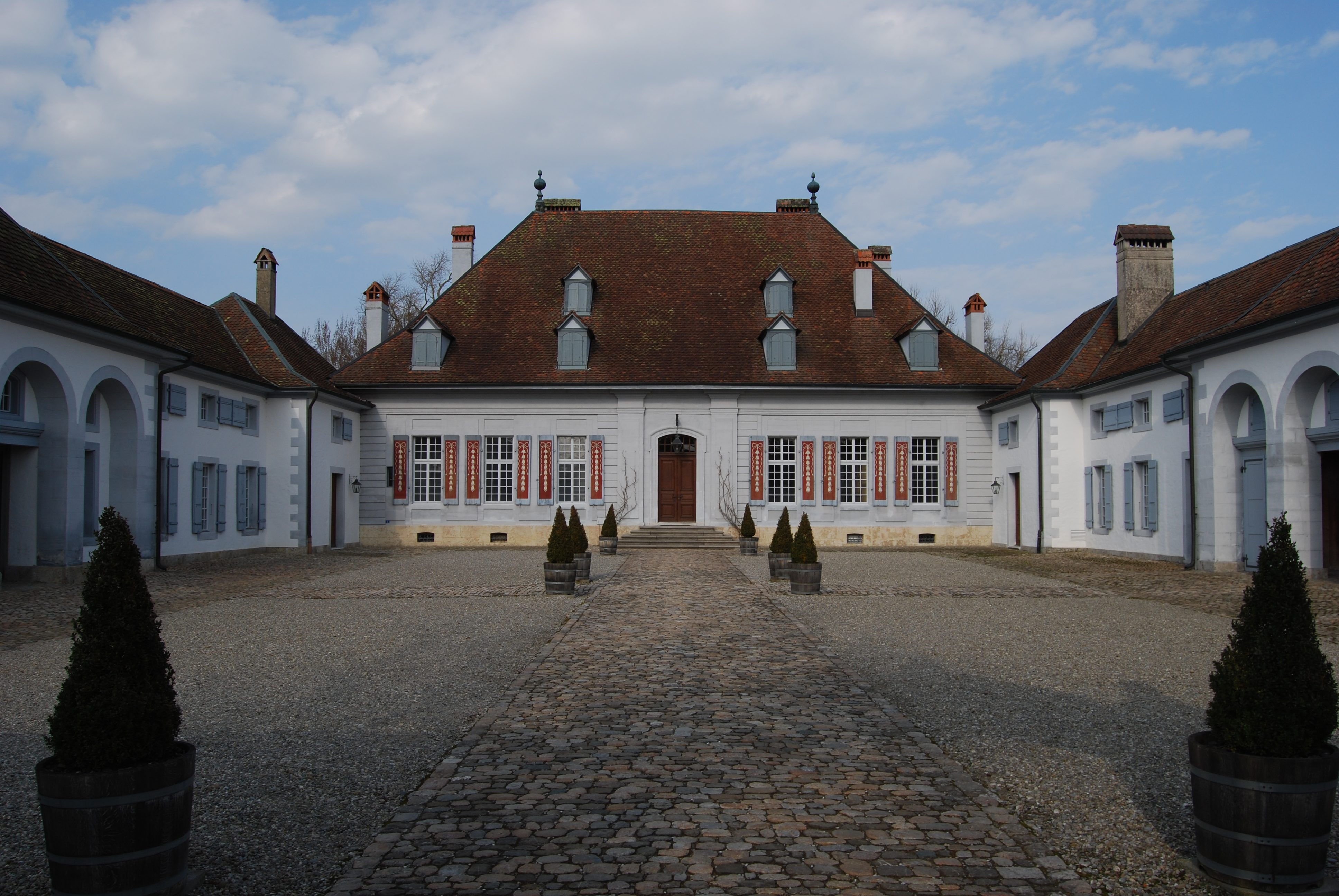
Il castello di Thunstetten

- Chiesa riformata (già di San Giovanni Battista), attestata dal 1210 e ricostruita nel 1745[1];
- Castello di Thunstetten, eretto nel 1711-1713 da Hieronymus von Erlach[1].

## Società

### Evoluzione demografica
L'evoluzione demografica è riportata nella seguente tabella:
Abitanti censiti

## Geografia antropica

### Frazioni
Le frazioni e le località di Thunstetten sono:
- Auf dem Rain[senza fonte]
- Bützberg, sede comunale[3]
- Butzimatt[senza fonte]
- Erlenmoos[senza fonte]
- Forst
- Hof[senza fonte]
- Im Holz[senza fonte]
- Ischmatt[senza fonte]
- Längmatt[senza fonte]
- Moos[senza fonte]
- Rängershäusern
- Rank[senza fonte]
- Sängeli[senza fonte]
- Weissenried[senza fonte]
- Welschland
- Wischberg[senza fonte]

## Infrastrutture e trasporti
Thunstetten è stato servito dalla stazione di Bützberg sulla ferrovia Berna-Olten.

## Amministrazione
Ogni famiglia originaria del luogo fa parte del cosiddetto comune patriziale e ha la responsabilità della manutenzione di ogni bene ricadente all'interno dei confini del comune.